# Les Grands Auteurs et Compositeurs interprètes (album Claude Nougaro)
Albums par Claude Nougaro
Je suis sous...
(1964) Bidonville
(1966)
Compilations par Claude Nougaro
Paris Mai
(1968)
Les Grands Auteurs et Compositeurs interprètes est un 33 tours de Claude Nougaro, il sort en 1964 sous le label Philips.

## Autour de l'album
- Référence originale : Philips 77844

Une petite fille, Les Don Juan, L'Église, Ouh ! (Allez-y les bergères), Le Cinéma et Le Jazz et la Java furent diffusés une première fois sur le disque de 1962 Le Cinéma.
Cécile, ma fille, Les Mines de charbon, Ma fleur sortent en 1963 sur le super 45 tours Philips 432895.
Mon assassin et Je suis sous... paraissent pour la première fois en 1963 sur le 33 tours 25 cm Je suis sous....
Chanson pour Marilyn parait une première fois sur le super 45 tours Philips 434811 en 1963.

## Titres
| 1.  | Une petite fille             | Claude Nougaro | Jacques Datin                                    | 2:07 |
| 2.  | Les Don Juan                 | Claude Nougaro | Michel Legrand                                   | 3:19 |
| 3.  | Cécile, ma fille             | Claude Nougaro | Jacques Datin                                    | 3:28 |
| 4.  | L'Église                     | Claude Nougaro | Michel Legrand                                   | 3:33 |
| 5.  | Ouh ! (Allez-y les bergères) | Claude Nougaro | Michel Legrand                                   | 2:43 |
| 6.  | Mon assassin                 | Claude Nougaro | Jacques Datin                                    | 3:10 |
| 7.  | Je suis sous...              | Claude Nougaro | Jacques Datin                                    | 3:17 |
| 8.  | Le Cinéma                    | Claude Nougaro | Michel Legrand                                   | 2:57 |
| 9.  | Le Jazz et la Java           | Claude Nougaro | Jacques Datin (d'après un thème de Joseph Haydn) | 2:25 |
| 10. | Chanson pour Marilyn         | Claude Nougaro | Jacques Datin                                    | 2:35 |
| 11. | Les Mines de charbon         | Claude Nougaro | Michel Legrand                                   | 2:32 |
| 12. | Ma fleur                     | Claude Nougaro | Michel Legrand                                   | 3:21 |